# Amtsgericht Heinsberg

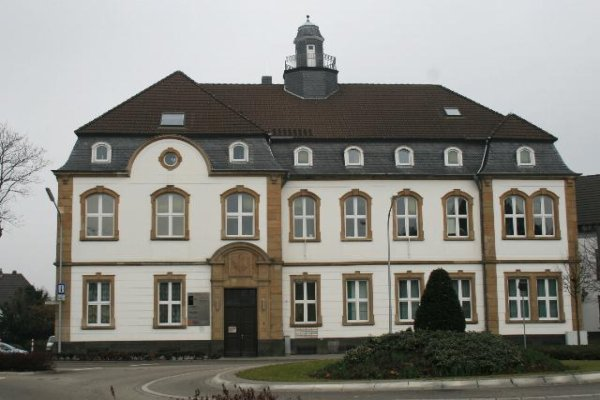
Früheres Gerichtsgebäude Sittarder Straße 1 (2009)

Das Amtsgericht Heinsberg ist für die Städte Heinsberg und Wassenberg sowie die Gemeinden Selfkant und Waldfeucht im Kreis Heinsberg zuständig. In dem 207 km² großen Gerichtsbezirk leben rund 78.000 Menschen. Nachbaramtsgerichte sind Erkelenz, Geilenkirchen und Jülich.

## Übergeordnete Gerichte
Das dem Amtsgericht Heinsberg übergeordnete Landgericht ist das Landgericht Aachen, welches wiederum dem Oberlandesgericht Köln untersteht.

## Geschichte
Bis 1879 bestand das Friedensgericht Heinsberg. Das königlich preußische Amtsgericht Heinsberg wurde mit Wirkung zum 1. Oktober 1879 als eines von 16 Amtsgerichten im Bezirk des Landgerichtes Aachen im Bezirk des Oberlandesgerichtes Köln gebildet. Der Sitz des Gerichts war Heinsberg.
Sein Gerichtsbezirk umfasste den Kreis Heinsberg außer den Teilen, die dem Amtsgericht Wegberg zugeordnet waren und die Bürgermeisterei Randerath.
Am Gericht bestanden 1880 zwei Richterstellen. Das Amtsgericht war damit ein mittelgroßes Amtsgericht im Landgerichtsbezirk.

## Gebäude
Von 1936 bis 1993 befand sich das Amtsgericht Heinsberg im Gebäude Sittarder Straße 1, das 1912 als Landratsamt für den damaligen Kreis Heinsberg erbaut wurde. Durch die Zusammenlegung mit dem Kreis Geilenkirchen zum 1. Oktober 1932 wurde das Landratsamt seiner Funktion beraubt und wurde in der Folgezeit Sitz des Amtsgerichtes. Das zweigeschossige Gebäude hat neun Achsen mit drei bzw. zweiachsigen Seitenrisaliten und ein Mansarddach mit korbbogigen Dachgauben, einen achteckiger Turmaufsatz mit kleineren ebenfalls achteckigen Austrittstürmchen und einem gusseisernen Geländer. Die Gliederung der Fassade erfolgt durch seitliche Sandsteinquaderung der Risalite und Stock- sowie Dachgesims. Das Erdgeschoss ist mit Putzquaderung geschmückt und verfügt über dreiachsigen Seitenrisalit mit rundbogig übergiebelter Mittelachse und barockisierendem seitlichen Portal, mit Preußenadler in rechteckiger Rahmung im Giebelfeld. Segmentbogige Fenster mit profiliertem Gewänden befinden sich im ersten Obergeschoss, im Erdgeschoss wurden Rechteckfenster verbaut. Rückwärtig befindet sich ein risalitartig vorspringendes Treppenhaus. Im Inneren befinden sich das original erhaltenes Treppenhaus, Eingangstür und Erschließungsflur sowie das ebenfalls originales Treppengeländer. Das Gebäude steht gemäß § 2DSchG unter Denkmalschutz.
Seit 1993 ist das Gericht im Gebäude Schafhausener Straße 47 untergebracht.